# Crynculus
Crynculus is een geslacht van rechtvleugeligen uit de familie krekels (Gryllidae). De wetenschappelijke naam van dit geslacht is voor het eerst geldig gepubliceerd in 1996 door Gorochov.

## Soorten
Het geslacht Crynculus  is monotypisch en omvat slechts de volgende soort:
- Crynculus schmalfussi (Gorochov, 1996)